# Eurovisión 2009: El retorno
Eurovisión 2009: El retorno es el nombre del programa de televisión elegido por TVE para escoger al representante de España en el Festival de la Canción de Eurovisión 2009. El programa fue similar a Salvemos Eurovisión, con una fase previa en MySpace, aunque con algunos cambios, como semifinales televisadas y mayor participación del jurado.

## Formato
Tras haber confirmado su participación días antes, RTVE comunicó el 20 de noviembre de 2008 que MySpace volvería a colaborar con ellos en el proceso de elección del representante español en el festival en un programa llamado Eurovisión 2009: El retorno, dejando los detalles del formato del programa para el 24 de noviembre, día en el que comenzaría la recepción de candidaturas. El 24 de noviembre TVE comunicó en rueda de prensa en el Palacio de Miraflores de Madrid el formato del concurso.
Del 24 de noviembre al 17 de diciembre de 2008, las canciones pueden ser enviadas a TVE a través de la página web MySpace. Una votación por internet, del 19 de diciembre de 2008 al 19 de enero de 2009, seleccionará las 50 canciones que participarán en la fase final (tres semifinales y la gran final) que será emitida por TVE.
Aunque se usará un sistema similar al programa del año anterior, Salvemos Eurovisión, se realizarán varios cambios en el formato, incluyendo la introducción de una combinación de televoto y jurado para la fase televisada. El jurado será de cinco personas, una de ellas elegida por el público. El proceso de selección en MySpace será más fácil al organizarse la votación en categorías. Los 5 participantes más votados en cada una de las categorías pasarán a la fase final. Las diez categorías serán:
| - Pop rock - Canción romántica - Metal - Electrónica - Latino | - Hip Hop - Indie - Flamenco y canción española - R&B - "Otros" |

De las 50 canciones seleccionadas en las 3 semifinales, 10 pasaron a la gran final.
La proporción entre televoto y jurado será la misma que usará la UER en la final del Festival de la Canción de Eurovisión 2009. TVE ha anunciado que se está tomando muy en serio el festival. En lugar de votar en MySpace, los votantes solo podrán votar a través de la web oficial de RTVE para evitar los problemas en la votación del año anterior, cuando una persona podía votar varias veces a través de MySpace.

## Fases del concurso

### Recepción de candidaturas
Del 24 de noviembre al 17 de diciembre de 2008, los candidatos a participar en el concurso están enviando su candidatura a TVE a través de MySpace. Aunque el anuncio del listado de candidatos no se producirá hasta el 19 de noviembre, fecha del comienzo de la votación, algunos participantes han comunicado su candidatura en páginas webs relacionadas con el festival. Entre ellos hay varios cantantes y grupos conocidos por haber intentado participar en el festival en años anteriores.
El 25 de noviembre se supo que Andermay, quienes compusieron la canción española en el Festival de la Canción de Eurovisión 2003, Dime, habían presentado al concurso la canción Lo que prometiste, siendo la primera canción en anunciarse su candidatura. El día siguiente se conocieron más candidaturas, y TVE informó ese mismo día que habían recibido 100 candidaturas en menos de 48 horas. Tras conocerse más candidatos, RTVE aclaró el 29 de noviembre que la mayoría de las canciones presentadas no cumplían la condición de no haber sido publicadas antes del 1 de octubre de 2008, y que esas canciones que incumplían la norma serían descartadas del proceso.
En días posteriores se comunicaron más candidatos, como los participantes de Salvemos Eurovisión Antonio González "El Gato", Virginia y Gio de D-ViNe, la participante de OT 4 Sandra Polop y Julia Bermejo, entre otros. Más tarde las concursantes de Misión Eurovisión Mirela y Rebeca anunciaron que participarían en el concurso.
El 11 de diciembre RTVE anunció que se habían recibido más de 700 candidaturas de 42 provincias diferentes, siendo la Provincia de Madrid la que más canciones había presentado, con 136 hasta el momento. Después de este anuncio se supo que volvían al concurso cantantes que ya intentaron ir al festival en ediciones anteriores, como Arkaitz, Yulia Valentayn y Oskee. Los últimos días antes del cierre del plazo de presentación de canciones se conocen otras candidaturas, entre las que se encuentra la de Coral Segovia, que quedó segunda en Salvemos Eurovisión.
El 16 y 17 de diciembre, a cada vez menos horas para el cierre del plazo de envío de candidaturas, se presentan, entre otros, Diven, Oklahoma, Javier Luis Delgado de Factor X 2008, Innata de Salvemos Eurovisión, Melody y Los Vivancos, Noelia Cano de OT 6 y Soraya Arnelas de OT 4. Poco después de la finalización del plazo para el envío de canciones, se conocieron las canciones de Bizarre, Oskee y Sonia Monroy.

### Fase previa en internet

#### Desarrollo de la votación
El 18 de diciembre RTVE anunció que solo participarían en esta fase 455 canciones de las 978 presentadas, ya que las demás incumplían alguna de las condiciones para participar en el concurso. La distribución de las candidaturas en los grupos es: 188 en la categoría Pop rock, 63 en electrónica, 45 en "otros", 37 en canción romántica, 29 en latina, 19 en R&B, 18 en indie, 12 en metal, 10 en flamenco y 9 en hip hop y rap. La Comunidad de Madrid fue la provincia con más candidatos. En cuanto a las candidaturas a miembro del jurado, se presentaron 26 candidatos.
Al final de esta fase pasarán a la fase televisada los cinco más votados de cada categoría. En el jurado, también pasarán los cinco más votados a la fase televisada, y en el primer programa se elegirá uno de ellos como representante del público en el jurado.
El proceso de votación duró desde las 12:00 horas del 19 de diciembre de 2008 hasta las 23:59 horas del 19 de enero de 2009. Cada usuario pudo votar 20 veces al día, sin dar más de 5 votos diarios en una misma categoría. La clasificación provisional de los más votados se actualizó varias veces al día, contabilizándose los votos una vez se demostró su validez.
Pasadas 12 horas del comienzo de la votación se alcanzaron los 100.000 votos, encabezando Soraya Arnelas la clasificación general, seguida por Mirela y Melody. El top 10 inicial se completaba con La la love you, Julia Bermejo, Jorge González, Virginia, El Secreto de Álex, Fucking Monday FM y Noelia Cano. José García Hernández encabezaba la clasificación de los candidatos a jurado.
Durante la mañana del 21 de diciembre, una anomalía en la visualización de la base de datos dejó gran parte de los marcadores de los candidatos a cero. El problema fue solucionado y RTVE comunicó que los votos realizados en esas horas habían sido contabilizados, aunque no se pudieran ver. Al tercer día de votaciones ya se habían alcanzado 300.000 votos, y en la clasificación de los diez primeros Jorge González y El Secreto de Álex adelantaron a Julia Bermejo, colocándose en quinta y sexta posición. Virginia y Noelia Cano eran octava y novena, y la décima posición era para Carlos Barroso. El 24 de diciembre, RTVE eliminó 4300 votos irregulares a varios candidatos, habiendo entre ellos algunos a Antonio González "El Gato", que ya recibió gran cantidad de votos con robots en Salvemos Eurovisión.
El 26 de diciembre se alcanzó el millón de votos, manteniéndose Soraya Arnelas en primera posición. Melody había superado a Mirela y se había colocado segunda. El día 28 Coral se retiró del concurso. Durante ese fin de semana, candidatos como Santa Fe, Mei Ming y Roel se colocaron en algunos de los primeros puestos de la clasificación mientras Soraya continuaba en cabeza. A final de año comenzaron a denunciarse irregularidades en las votaciones.
El 1 de enero de 2009, grandes cantidades de votos hacia algunos candidatos hacían cambiar las clasificaciones, echando de la zona de clasificación a Necxis y El Secreto de Álex, entre otros. El día siguiente, Rafa Sáez, candidato de canción romántica, pidió a RTVE que tomara medidas ante los votos masivos que otros candidatos estaban recibiendo y que le estaban haciendo perder posiciones en su categoría.
La madrugada del sábado 3 de enero se alcanzaron los dos millones de votos. Soraya Arnelas continuaba primera y Melody seguía segunda, pero Mirela había bajado ya al quinto puesto de la general, superada por Santa Fe y La La Love You. Jorge González era sexto. El 5 de enero, a 15 días para el cierre de la votación, se alcanzaban los 2.349.903 votos. La clasificación general no se movió en los cinco primeros puestos, pero Jorge González ya no estaba entre los diez primeros. Roel, Mei Ming, El Secreto de Álex, Carlos Barroso y Virginia estaban de sexta a décima posición. Desde que comenzó el proceso de selección hasta ese día, RTVE había eliminado 24.518 votos irregulares.
El 7 de enero eran ya 2,69 millones los votos recibidos entre todos los participantes. Soraya y Melody se disputaban la primera posición, y Carlos Barroso había subido al quinto puesto. El 8 de enero Carlos Ferrer subía al quinto puesto en la clasificación de su grupo, siendo Melody líder de la general con escaso margen. El 9 de enero se alcanzaron los tres millones de votos, con Soraya y Melody alternándose el primer puesto. Ese día se descubrió que había candidatos que podrían no cumplir con algunas normas del concurso, entre ellos algunos que habían editado su canción antes del 1 de octubre.
El día 12 Melody, en primera posición de la general, se iba alejando de Soraya. Hasta ese momento se habían recibido entre todos los candidatos más de tres millones y medio de votos, superando Melody y Soraya los cien mil. Poco después Soraya y Melody continuaron alternándose el primer puesto, y el día 14 se superaban los 360.000 votos entre todos los candidatos, concentrando Soraya, Melody y Santa Fe el 9% del total.
El 19 de enero fue el último día de la votación por internet. Ese día se descalificó a Sal 150 porque su tema no era inédito, y se supo que José Luis Uribarri sería miembro del jurado. En la votación, Melody ya había consolidado su primera posición en la general, mientras que en varias categorías no había nada decidido. Finalmente, la madrugada del 20 de enero RTVE anunció que habría que esperar a la tarde de ese día para conocer a los 50 clasificados, ya que tenían que buscar votos fraudulentos entre los más de cinco millones de votos recibidos.

#### Clasificados a la siguiente fase
La tarde del 20 de enero de 2009 se publicó la lista completa de los 50 participantes que se clasificaban a la siguiente fase. Sin embargo, tan solo los 20 más votados de ellos pasarían directamente a la fase televisada, teniendo que pasar los 30 restantes por un casting en el que el jurado seleccionaría a 10 de ellos para el concurso en televisión. De los cinco aspirantes a jurado, uno de ellos será elegido por el jurado elegido por TVE y su nombre será revelado en la primera semifinal, uniéndose al jurado a partir de ese momento. Durante ese día RTVE eliminó unos 100.000 votos fraudulentos.
En las siguientes tablas se muestran los clasificados a la siguiente fase con sus votos. Se muestran en amarillo los clasificados a la fase final directamente, teniendo que pasar los demás por un casting. En azul se muestran cantantes que se retiraron días antes del casting, pasando su puesto a los siguientes de la lista.
Pop-Rock
| Pos. general | Cantante/s         | Canción                       | Votos   | Pos. grupo |
| ------------ | ------------------ | ----------------------------- | ------- | ---------- |
| 2            | Soraya Arnelas     | La noche es para mí           | 202.198 | 1          |
| 5            | Noelia Cano        | Cruza los dedos               | 103.361 | 2          |
| 6            | El Secreto de Alex | Por esta vez                  | 102.534 | 3          |
| 7            | Roel               | Y ahora dices                 | 99.534  | 4          |
| 8            | Normativa Vigente  | Alejandria the new generation | 88.217  | 5          |

Canción romántica
| Pos. general | Cantante/s         | Canción               | Votos  | Pos. grupo |
| ------------ | ------------------ | --------------------- | ------ | ---------- |
| 9            | Julia Bermejo      | Ya no estás           | 82.409 | 1          |
| 11           | Vicente Casal      | Tú me complementas    | 78.891 | 2          |
| 13           | Virginia           | True love             | 70.836 | 3          |
| 26           | Rafa Sáez          | Si tú decides volver  | 45.754 | 4          |
| 45           | La red de San Luis | Gracias, madre Tierra | 32.477 | 5          |

Metal
| Pos. general | Cantante/s         | Canción                    | Votos  | Pos. grupo |
| ------------ | ------------------ | -------------------------- | ------ | ---------- |
| 46           | Leather Boys       | We're livin' in a bar      | 32.181 | 1          |
| 47           | Remembrances       | Espejismo                  | 31.407 | 2          |
| 50           | No Life After Love | Time                       | 30.032 | 3          |
| 53           | Bloodsuckers       | The anthem of the vampires | 26.868 | 4          |
| 56           | Midnight           | Bloody brutality           | 24.774 | 5          |

Electrónica
En esta sección iba a pasar en un principio Solydo al casting y Oskee a la fase televisada, pero el 21 de enero RTVE rectificó al ver que Solydo tenía más votos que Oskee.
| Pos. general | Cantante/s    | Canción                  | Votos  | Pos. grupo |
| ------------ | ------------- | ------------------------ | ------ | ---------- |
| 21           | Electronikboy | Mon petit oiseau         | 57.428 | 1          |
| 24           | Atalis        | Retrato frontal          | 49.408 | 2          |
| 25           | Solydo        | Tú                       | 46.363 | 3          |
| 27           | Oskee         | No quiero despertar      | 45.054 | 4          |
| 28           | Izan          | Prisionero de tu corazón | 44.890 | 5          |

Latina
| Pos. general | Cantante/s            | Canción                  | Votos   | Pos. grupo |
| ------------ | --------------------- | ------------------------ | ------- | ---------- |
| 1            | Melody y Los Vivancos | Amante de la luna        | 208.481 | 1          |
| 3            | Santa Fe              | Samba House              | 130.278 | 2          |
| 17           | Jorge González        | Si yo vengo a enamorarte | 60.511  | 3          |
| 32           | Salva Ortega          | Lujuria                  | 38.234  | 4          |
| 34           | Dulce                 | Bésame                   | 36.264  | 5          |

Hip-hop y rap
| Pos. general | Cantante/s                    | Canción               | Votos | Pos. grupo |
| ------------ | ----------------------------- | --------------------- | ----- | ---------- |
| 112          | Ron                           | Siente                | 7.207 | 1          |
| 125          | Jammy y Shark                 | Presentí tu amor      | 5.310 | 2          |
| 189          | Patrix y los raperos          | La fuerza de la unión | 2.250 | 3          |
| 227          | Depresión Post-Parto          | Un día sin fuste      | 1.226 | 4          |
| 358          | Adrián                        | Se puede olvidar      | 108   | 5          |
|              | José Antonio Santiago Beltrán | Yo solo               |       | 6          |

Indie
| Pos. general | Cantante/s      | Canción          | Votos   | Pos. grupo |
| ------------ | --------------- | ---------------- | ------- | ---------- |
| 4            | La La Love You  | Dame un beso     | 104.663 | 1          |
| 14           | Biquini         | Una chica normal | 62.662  | 2          |
| 16           | Yulia Valentayn | Uh la la         | 61.395  | 3          |
| 18           | Calipop         | Burbuja          | 60.409  | 4          |
| 19           | Diqesi          | Subiré           | 59.059  | 5          |

Flamenco y canción española
| Pos. general | Cantante/s              | Canción           | Votos  | Pos. grupo |
| ------------ | ----------------------- | ----------------- | ------ | ---------- |
| 83           | Rafael Sánchez Gálvez   | Si tú me quieres  | 12.486 | 1          |
| 98           | Iko de la Llilla        | Trono sin reino   | 8.407  | 2          |
| 103          | Fran Arenas             | La echo de menos  | 8.004  | 3          |
| 106          | Mari Callas             | Otra vez          | 7.670  | 4          |
| 111          | Sin tanto               | Gitana - Ya Layla | 7.268  | 5          |
|              | Antonio Moreno Bermúdez | La presumida      |        | 8          |

R&B
| Pos. general | Cantante/s   | Canción                 | Votos  | Pos. grupo |
| ------------ | ------------ | ----------------------- | ------ | ---------- |
| 23           | Mirela       | Nada es comparable a ti | 51.542 | 1          |
| 35           | Vilas Mata   | Dance with me           | 35.539 | 2          |
| 37           | Jaime Rojo   | Unión                   | 35.419 | 3          |
| 41           | Omi Di       | Touch my heaven         | 33.815 | 4          |
| 42           | Ángeles Vela | Vístete de primavera    | 33.562 | 5          |

Otros
| Pos. general | Cantante/s        | Canción              | Votos  | Pos. grupo |
| ------------ | ----------------- | -------------------- | ------ | ---------- |
| 30           | Carlos Ferrer Eai | El patito            | 40.095 | 1          |
| 31           | Gran Baobab       | Despedida de soltero | 39.697 | 2          |
| 36           | Isi               | Ahora no             | 35.525 | 3          |
| 39           | Beatriz           | ¿Dónde te metes?     | 34.470 | 4          |
| 43           | David Caballero   | Tango-Visión         | 33.236 | 5          |

Jurado
| Pos. general | Candidato a jurado    | Votos  | Pos. grupo |
| ------------ | --------------------- | ------ | ---------- |
| 66           | Isaac Urrea Esteban   | 16.833 | 1          |
| 71           | José García Hernández | 15.374 | 2          |
| 79           | Miguel Ángel Mur      | 13.652 | 3          |
| 81           | Víctor M. Escudero    | 13.047 | 4          |
| 82           | Pedro Martínez López  | 12.825 | 5          |

### Casting
El casting para elegir a los 10 participantes restantes de las semifinales tuvo lugar el 31 de enero de 2009 en el Casino de La Alianza del Poble Nou de Barcelona. Desde las 10:15 hasta las 19:00, cada uno de los 30 aspirantes tuvieron quince minutos para presentarse ante el jurado, compuesto por José Luis Uribarri, Toni Garrido, Mauro Canut y Mariola Orellana. Tras dos horas de deliberación, el jurado reveló los nombres de los diez clasificados.
En las siguientes tablas se muestran los participantes en el orden en el que actuaron, señalándose en amarillo los clasificados y en cian a Omi Di, que se retiró al ver cómo se desarrollaba el casting.
| Cantante/s / Grupo   |
| -------------------- |
| Ron                  |
| Rafa Sáez            |
| Jaime Rojo           |
| Carlos Ferrer Eai    |
| Izan                 |
| Dulce                |
| Isi                  |
| Jammy & Shark        |
| Salva Ortega         |
| Midnight             |
| Patrix y los raperos |
| Remembrances         |
| David Caballero      |
| Gran Baobab          |
| Mari Callas          |

| Cantante/s / Grupo            |
| ----------------------------- |
| La red de San Luis            |
| Adrián                        |
| No life after love            |
| Bloodsuckers                  |
| Rafael Sánchez                |
| Fran Arenas                   |
| Vilas Mata                    |
| Leather boys                  |
| Omi Di                        |
| Ángeles Vela                  |
| Beatriz                       |
| Iko de la Llilla              |
| Oskee                         |
| José Antonio Santiago Beltrán |
| Antonio Moreno Bermúdez       |

### Fase televisada
Durante febrero y marzo, se celebran las tres semifinales y la final. Los 20 clasificados directos y los 10 clasificados por el casting pasan a las tres semifinales. En cada semifinal el público y el jurado eligen, en una proporción del 50% cada uno, tres clasificados a la final. Después se prevé una repesca en la que se seleccionará a un décimo participante en la final entre los cuartos clasificados de cada semifinal, y el ganador de la final representará a España en el Festival de la Canción de Eurovisión 2009. Tras la segunda semifinal, y por los bajos resultados de audiencia, se decide celebrar la tercera semifinal y la final seguidas en un solo programa, y se anula la repesca, haciendo pasar a todos los cuartos clasificados directamente a la final.
El 3 de febrero, poco después de los casting, se conocieron algunos datos de esta fase. Las fechas de las semifinales serán el 14, 21 y 28 de febrero, mientras que la final será el 7 de marzo. La sede es el Casino Teatro de la Aliança del Poble Nou de Barcelona, y el escenario ha sido diseñado por el estudio Konkret, con una estructura similar al escenario que se usó en la Alemania en el Festival de la Canción de Eurovisión 2006.
El 4 de febrero se repartieron los 30 participantes en las tres semifinales.

#### Semifinal 1
La primera semifinal se celebró la noche del 14 de febrero de 2009, alargándose hasta las 2:30 del 15 de febrero. Comenzó casi a las once de la noche con la actuación del grupo Tequila, que interpretó Waterloo. Sobre las once, se presentó a los cuatro miembros del jurado, que explicaron el funcionamiento de las galas. Después se presentaron los cinco candidatos a quinto miembro del jurado, que tuvieron treinta segundos cada uno para exponer sus razones para ser elegidos como jurado. Durante más de una hora, fueron cantando los diez participantes de la semifinal, quienes se sometieron a las preguntas del jurado al final de cada actuación.
A la una de la madrugada del 15 de febrero se votó al quinto elemento del jurado. En la votación intervinieron los cuatro miembros del jurado de RTVE y el televoto. Salió elegido Víctor Escudero como quinto miembro del jurado. La votación quedó así:
| Candidato        | Votos del jurado | Votos del televoto | Votos totales |
| ---------------- | ---------------- | ------------------ | ------------- |
| Víctor Escudero  | 5                | 3                  | 8             |
| Pedro Martínez   | 2                | 5                  | 7             |
| Isaac Urrea      | 4                | 2                  | 6             |
| José García      | 1                | 4                  | 5             |
| Miguel Ángel Mur | 3                | 1                  | 4             |

Entre la una y las dos estuvieron abiertas las líneas telefónicas para votar a los que cantaron anteriormente. Al cerrarse las líneas, votaron los cinco miembros del jurado. Los resultados quedaron así:
|                                               |                       | Jurados  | Jurados | Jurados  | Jurados | Jurados | Jurados | Jurados | Jurados | Jurados | Jurados | Jurados |
| Total                                         | Escudero              | Uribarri | Canut   | Orellana | Garrido |         |         |         |         |         |         |         |
| --------------------------------------------- | --------------------- | -------- | ------- | -------- | ------- | ------- | ------- | ------- | ------- | ------- | ------- | ------- |
| Participantes                                 | Yulia Valentayn       | 27       | 8       | 4        | 3       | 6       | 6       |         |         |         |         |         |
| Participantes                                 | La red de San Luis    | 35       | 6       | 8        | 8       | 8       | 5       |         |         |         |         |         |
| Participantes                                 | Vicente Casal         | 15       | 2       | 2        | 6       | 3       | 2       |         |         |         |         |         |
| Participantes                                 | Noelia Cano           | 35       | 7       | 10       | 7       | 7       | 4       |         |         |         |         |         |
| Participantes                                 | Carlos Ferrer EAI     | 16       | 1       | 1        | 2       | 5       | 7       |         |         |         |         |         |
| Participantes                                 | La la love you        | 49       | 10      | 7        | 10      | 10      | 12      |         |         |         |         |         |
| Participantes                                 | Normativa Vigente     | 16       | 4       | 6        | 4       | 1       | 1       |         |         |         |         |         |
| Participantes                                 | Atalis                | 23       | 3       | 5        | 5       | 2       | 8       |         |         |         |         |         |
| Participantes                                 | Melody y Los Vivancos | 58       | 12      | 12       | 12      | 12      | 10      |         |         |         |         |         |
| Participantes                                 | Gran Baobab           | 16       | 5       | 3        | 1       | 4       | 3       |         |         |         |         |         |
| LA TABLA ESTÁ ORDENADA POR ORDEN DE APARICIÓN |                       |          |         |          |         |         |         |         |         |         |         |         |

Después, se reconvirtieron los votos del jurado y se añadieron los votos del público. Los resultados finales fueron estos:
| N.º | Cantante/s            | Canción                       | Jurado | Televoto | Votos totales | Puesto |
| --- | --------------------- | ----------------------------- | ------ | -------- | ------------- | ------ |
| 01  | Yulia Valentayn       | Uh la la                      | 6      | 3        | 9             | 6      |
| 02  | La red de San Luis    | Gracias Madre Tierra          | 8      | 2        | 10            | 5      |
| 03  | Vicente Casal         | Tú me complementas            | 1      | 7        | 8             | 9      |
| 04  | Noelia Cano           | Cruza los dedos               | 7      | 4        | 11            | 3      |
| 05  | Carlos Ferrer EAI     | El patito                     | 4      | 5        | 9             | 7      |
| 06  | La la love you        | Dame un beso                  | 10     | 10       | 20            | 2      |
| 07  | Normativa Vigente     | Alejandria The New Generation | 3      | 6        | 9             | 8      |
| 08  | Atalis                | Retrato frontal               | 5      | 1        | 6             | 10     |
| 09  | Melody y Los Vivancos | Amante de la luna             | 12     | 12       | 24            | 1      |
| 10  | Gran Baobab           | Despedida de soltero          | 2      | 8        | 10            | 4      |

La gala tuvo una audiencia de 747.000 espectadores y un 6,5% de cuota de pantalla, siendo la audiencia más baja de una gala de Eurovisión en España desde las de Eurovisión 2005: Elige nuestra canción. Esto pudo deberse a los fallos técnicos de la gala y su larga duración. Yulia Valentayn, que quedó sexta en la semifinal, criticó los fallos técnicos de la gala. El 18 de febrero los Vivancos decidieron retirarse del concurso al no cumplirse los requisitos para poder presentar su candidatura con profesionalidad.
Además de los fallos técnicos, en la gala se produjeron dos accidentes. Pedro Martínez, uno de los candidatos a jurado, se cayó de la pasarela al foso cuando iba a presentar su candidatura. Paco Quintana, de Atalis, cayó al foso en plena actuación.

#### Semifinal 2
La segunda semifinal del concurso se celebró el 21 de febrero de 2009 y duró menos que la primera. Comenzó sobre las once menos veinte con la actuación de Rosario interpretando "Gwendoline", la canción de España en el Festival de la Canción de Eurovisión 1970. Las diez canciones fueron interpretadas entre las once menos cuarto y las doce menos cuarto y esta vez no hubo preguntas del jurado después de las canciones. El resumen de las canciones participantes se hizo justo después de la última, y a partir de entonces el público pudo empezar a votar. Hasta las doce y diez de la noche, hora en la cual fueron cerradas las líneas telefónicas, hubo otros dos resúmenes de las canciones, opiniones del jurado y dos actuaciones: Nena Daconte cantó "Poupée de cire, poupée de son" y Rosario cantó "No dudaría". A las doce y veinte se recontaron los votos y este fue el resultado:
| N.º | Cantante/s          | Canción                  | Votos | Puesto |
| --- | ------------------- | ------------------------ | ----- | ------ |
| 01  | Diqesi              | Subiré                   | 9     | 7      |
| 02  | Roel y Anabel Conde | Y ahora dices            | 9     | 8      |
| 03  | Salva Ortega        | Lujuria                  | 14    | 4      |
| 04  | Soraya Arnelas      | La noche es para mí      | 24    | 1      |
| 05  | Virginia            | True love                | 20    | 2      |
| 06  | Calipop             | Burbuja                  | 4     | 9      |
| 07  | Ángeles Vela        | Vístete de primavera     | 9     | 6      |
| 08  | Jorge González      | Si yo vengo a enamorarte | 16    | 3      |
| 09  | Electronikboy       | Mon petit oiseau         | 2     | 10     |
| 10  | Leather Boys        | We're livin' in a bar    | 9     | 5      |

En esta ocasión los miembros del jurado no votaron por separado. La gala finalizó a las doce y media con la actuación de Nena Daconte con su canción Tenía tanto que darte.

#### Semifinal 3
La tercera semifinal y la final se celebraron en un solo programa el 28 de febrero de 2009. Se anuncia que se anula la repesca, y todos los participantes que la esperaban son automáticamente clasificados a la final. En la tercera semifinal, como en las dos anteriores, los cuatro primeros clasificados pasan a la final, que se celebra inmediatamente después en el mismo programa.
| N.º | Cantante/s         | Canción                 | Jurado | Televoto | Votos totales | Puesto |
| --- | ------------------ | ----------------------- | ------ | -------- | ------------- | ------ |
| 01  | El secreto de Álex | Por esta vez            | 7      | 6        | 13            | 5      |
| 02  | Beatriz            | ¿Dónde te metes?        | 4      | 1        | 5             | 9      |
| 03  | Remembrances       | Espejismo               | 3      | 4        | 7             | 8      |
| 04  | Biquini            | Una chica normal        | 2      | 5        | 7             | 7      |
| 05  | Julia Bermejo      | Ya no estás             | 6      | 8        | 14            | 4      |
| 06  | Solydo             | Tú                      | 1      | 2        | 3             | 10     |
| 07  | Mirela             | Nada es comparable a ti | 8      | 10       | 18            | 2      |
| 08  | Isi                | Ahora no                | 10     | 7        | 17            | 3      |
| 09  | Santa Fe           | Samba House             | 12     | 12       | 24            | 1      |
| 10  | Dulce              | Bésame                  | 5      | 3        | 8             | 6      |

#### Final
La final se celebró inmediatamente después de la tercera semifinal. Tras la actuación de los primeros finalistas, La la love you, que vierten una tarta sobre el escenario, se produce un retraso de más de quince minutos mientras se limpia el suelo del escenario, que se ha vuelto muy resbaladizo, durante el cual se repiten continuamente los videos resumen de los finalistas intercalados con un largo debate del jurado. La votación final concluye con un empate entre Soraya y Melody, que en esta ocasión actúa sin Los Vivancos, que se retiraron por estar en desacuerdo con las condiciones del escenario y de la producción de TVE. Al haber conseguido Soraya la máxima puntuación del televoto, es ella elegida para ir a Eurovision.
| N.º | Cantante/s     | Canción                  | Votos | Puesto |
| --- | -------------- | ------------------------ | ----- | ------ |
| 01  | La La Love You | Dame un beso             | 9     | 7      |
| 02  | Noelia Cano    | Cruza los dedos          | 1     | 11     |
| 03  | Jorge González | Si yo vengo a enamorarte | 4     | 9      |
| 04  | Virginia       | True Love                | 11    | 5      |
| 05  | Salva Ortega   | Lujuria                  | 3     | 10     |
| 06  | Gran Baobab    | Despedida de soltero     | 0     | 12     |
| 07  | Santa Fe       | Samba House              | 16    | 3      |
| 08  | Melody         | Amante de la luna        | 22    | 2      |
| 09  | Isi            | Ahora no                 | 11    | 6      |
| 10  | Soraya         | La noche es para mí      | 22    | 1      |
| 11  | Mirela         | Nada es comparable a ti  | 13    | 4      |
| 12  | Julia Bermejo  | Ya no estás              | 4     | 8      |

## Participación en el festival
España con Soraya actuó en último lugar en el festival, recibió 23 puntos y quedó vigesimocuarta de un total de 25 empatada a puntos con Finlandia, resultando en términos absolutos la posición más baja de España en la historia del certamen hasta el año 2017, donde Manel Navarro quedó en vigesimosexto lugar (el récord anterior era un vigésimotercer lugar en 1999).

## Repercusión tras el festival

### Declaraciones de Luis Fernández en el Congreso de los Diputados
El presidente de RTVE, Luis Fernández, fue llamado a declarar en el Congreso de los Diputados el día 20 de mayo para aclarar cuanto se paga por la participación española.
Antes de declarar, el presidente afirmó que no se pueden dar los datos sobre las cuentas exactas de lo que supone que España participe en Eurovisión, a pesar de ser dinero público y tratarse de un canon establecido y periódico. Tampoco hay respuesta de cuánto costó en 2008, con Rodolfo Chikilicuatre.
El consejo de administración de RTVE aseguró que hay mucho oscurantismo. Si pidieran las cuentas de Eurovisión, exponen, "podrían tardar más de medio año" en recibirlas en el mejor de los casos. "Y para entonces, ¿a quien le importaría ya Eurovisión?", aseguró un miembro del consejo.
El grupo del Partido Popular también pedirá cuentas sobre el programa especial que preparó la televisión pública y que finalmente no emitió. TVE había programado cuatro galas de producción propia con motivo de Eurovisión: tres para elegir a su representante y otra, la tarde del sábado pasado, para calentar el ambiente desde las 18.30 horas. Pero fue suprimida por el Masters de tenis de Madrid. Dos horas de especial, con presentadora, conexiones en directo y actuaciones estelares, reducidas a poco más de un minuto: apareció Alaska para tranquilizar a la audiencia y asegurar que estaba a punto de comenzar Eurovisión.
La aclaración era evidente dados los antecedentes. Solo dos días antes, los eurofans españoles se quedaron con las ganas de votar porque TVE no emitió en directo la segunda semifinal, también programada en la parrilla, por el tenis. En la cita del sábado, quienes se quedaron sin participar en el especial fueron los 'fichajes' de la pública para la ocasión: Alaska, José Luis Uribarri, Lolita, Pitingo... Todos con contratos que también tuvo que abonar la televisión pública. De estos números tampoco hay información.
El día 27 de mayo, Luis Fernández informó de lo que costó participar en el Festival de Eurovisión en 2009. Fueron un total de 285.302 € junto a unos ingresos de 265.000 €.